# Čivická studánka
Čivická studánka (též Kokešovská studánka) je pramen a místo se zajímavou historií v areálu Kokešov, který je součástí Opočínku (místní části Pardubic).

## Historie
Původně se zde nacházel pouze pramen Lánského potoka tzv. Čivická studánka a to severně od křižovatky. V roce 1867 zde podle legendy přenocovali tři slovenští dráteníci a jednomu z nich – Juraju Hutarovi – se zjevila Panna Marie. Karel Chotek z Chotkova, kterému místní les patřil, nechal pramen následně upravit a postavil zde Mariánský sloup. Ten byl později přemístěn do prostoru dnešní kaple Panny Marie Bolestné. V roce 1869 zde byla Karlem Chotkem a jeho ženou postavena první dřevěná kaple. Místo se stalo poutním. V roce 1995 byla studánka zrekonstruována a v letech 1996 - 1997 byla postavena kaple nová zděná, která slouží k občasným bohoslužbám.
Voda od roku 2017 nevyhovuje požadavkům na pitnou vodu obsahem koliformních bakterií a je doporučeno ji 5 minut převařovat.